# Brachiacantha soltaui
Brachiacantha soltaui är en skalbaggsart som beskrevs av Gordon 1985. Brachiacantha soltaui ingår i släktet Brachiacantha och familjen nyckelpigor. Inga underarter finns listade i Catalogue of Life.